# Akaflieg Stuttgart
C’est en 1926 que, sous la direction de Wolf Hirth, huit étudiants de l’École technique supérieure de Stuttgart fondèrent la Flugtechnischer Verein Stuttgart e.V. (FVA) pour construire des avions et des planeurs. Dès 1928 l’association universitaire comptait 4 avions et 3 planeurs. Devenu Flugtechnische Fachgruppe Stuttgart après 1933, l’association perdit son hangar et son matériel dans un bombardement en 1944.
L’Akademische Fliegergruppe Stuttgart, ou Akaflieg Stuttgart, fut reconstitué en 1949, acheta quelques planeurs, et reprit à partir de 1950 le développement d’aéronefs dans des conditions difficiles par manque de locaux jusqu’en 1972. 

## Réalisations

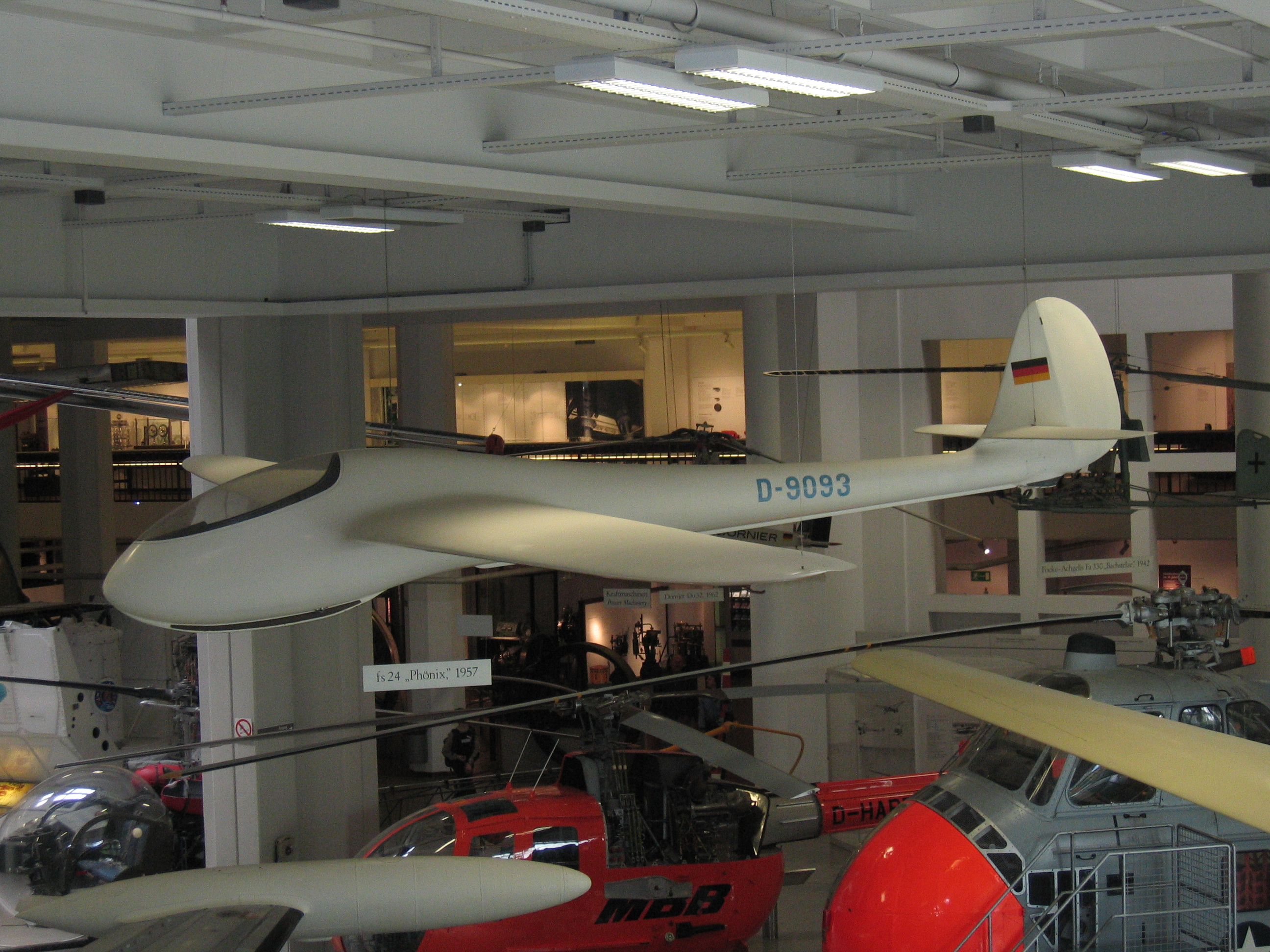
FS 24 préservé au Deutsches Museum de Munich.

- F.1 Fledermaus : première réalisation du FVA, un planeur monoplace à aile haute cantilever en bois entoilé dont les extrémités de voilure étaient entièrement mobiles pour assurer le contrôle longitudinal. Les premiers vols eurent lieu en juillet 1933, sans dérive, celle-ci étant remplacée par des cloisons en bout d’aile, mais les organisateurs du Concours vélivole de la Rhön exigèrent le montage d’une dérive pour autoriser sa participation aux épreuves.
- fs 16 Wippsterz : il semble que ce planeur monoplace de compétition ait été désigné ainsi en raison de son envergure, 16 m, et non comme une suite logique de projets du Fachgruppe Stuttgart. La voilure s’inspirait fortement de celle du F.1 et cet appareil réalisé en bois et dural effectua ses premiers essais en février 1937.
- fs 17 : planeur monoplan expérimental en bois destiné à tester la position couchée pour le pilote. Premier vol le 21 mars 1938.
- fs 18 : planeur monoplan monoplace à aile mouette cantilever de 18 m d’envergure, pour 18 m2 de surface portante et un allongement de 18. Premier planeur à posséder une roue escamotable, cet appareil prit l’air le 21 juillet 1938 et fut détruit le 7 décembre suivant, entrainant dans la mort son pilote, Ernst Scheible.
- fs 23 Hidalgo : planeur monoplace construit en balsa imprégné et résine, dont l’étude débuta en 1953, mais dont la construction ne fut achevée que début 1966. Monoplan à aile médiane cantilever de 13 m d’envergure, cet appareil de 102 kg à vide caractérisé par une aile en flèche inversée et un empennage papillon effectua son premier vol le 1er février 1966. Accidenté en 1967, il fut réparé et modifié, mais totalement détruit par un nouvel accident en juillet 1971 (pilote tué).
- fs 24 Phönix : planeur monoplan monoplace construit en balsa imprégné et résine, dont le premier vol eut lieu le 27 novembre 1957. Premier planeur à utiliser de la fibre de verre dans sa construction, cet appareil est conservé au Deutsches Museum de Munich.
- fs 25 Cuervo : planeur monoplan monoplace dérivé du fs 23 qui bénéficia d’études aérodynamiques très poussées en 1966 avant que sa construction ne débute en 1967. Réalisé comme les précédents en balsa imprégné et résine, cet appareil voyait sa voilure passer à 15 m d’envergure, avec un profil évolutif en envergure, et l’empennage était en T. Le premier vol eut lieu le 30 janvier 1968 et ce planeur fut présenté aux Championnats d’Allemagne de vol à voile par Helmut Reichmann.
- fs 26 Moseppl : motoplaneur d’une conception originale qui effectua son premier vol le 25 septembre 1970. Il s’agit d’une aile volante de 12,6 m d’envergure, le moteur Hirth F 10 A étant installé à l’arrière d’un court fuselage situé sous et en avant de l’aile. L’hélice était encadrée par deux dérives en flèche soutenant le stabilisateur et le train escamotable se composait de deux roues en tandem. Cette machine est aujourd’hui conservée au musée de Vol à Voile allemand de Wasserkuppe.
- fs 28 Avispa : motoplaneur de voyage dont la réalisation fut partiellement financée par le ministère de l’Industrie du Bade-Wurtemberg. Capable de parcourir 1 000 km à 250 km/h, cet appareil a effectué son premier vol le 20 décembre 1972.
- fs 29 TF : premier d’une série de planeurs expérimentaux devant permettre d’accroitre les écarts de vitesse. Sur ce monoplan la voilure pouvait varier en envergure de 13,3 à 19 m en vol grâce à une pompe à main actionnée par le pilote. Pesant à vide 357 kg, le prototype effectua son premier vol le 15 juin 1975. Premier planeur à voilure télescopique, il doit intégrer les collections du Deutsches Museum de Munich.
- fs 30 : ce numéro de projet a été utilisé pour désigner le chantier de construction des nouvelles installations de l’Akaflieg à Bartholomä.
- fs 31 Ferdinand Porsche : planeur biplace d’entrainement dont l’étude fut lancée en 1977. Utilisant la voilure du prototype du Twin Astir (en), acheté à Grob Aircraft, le fuselage entièrement nouveau a été réalisé en matériaux composites et le premier vol a eu lieu le 30 décembre 1981. Cet appareil [D-1131] était toujours utilisé par l’Akaflieg début 2007, le moule du fuselage ayant lui été utilisé pour réaliser le fuselage du planeur Alexander Schleicher ASH 25.
- fs 32 Aguila : planeur monoplace de classe standard dont l’étude, lancée en 1985, bénéficia de nombreuses études de soufflerie à l’Institut de dynamique des fluides de Stuttgart, mais aussi de l’aide du centre de formation de MBB et du laboratoire de résistance des matériaux de la société MAN. Le but du programme étant d’obtenir des écarts de vitesse importants, le bord de fuite de l’aile, entièrement mobile, se recule et s’abaisse simultanément en position sortie. Utilisant le fuselage d’un Schempp-Hirth Ventus B, le prototype a effectué son premier vol le 18 février 1992.
- fs 33 Gavilán : planeur biplace de recherches à haute altitude dont l’étude a débuté en 1992. Combinant le fuselage du fs 31 et une voilure dérivée de celle du fs 31, le prototype [D-9733] a effectué son premier vol le 27 juin 1998. Cet appareil a depuis reçu des winglets.
- fs 34 Albatros : projet d’un planeur dérivé du fs 33. Le développement de ce planeur fut abandonné en 2002.
- fs 35 : motoplaneur biplace côte à côte en cours de construction.